# Петеранс, Катрин
Ка́трин Пе́теранс (нем. Katrin Peterhans; род. 28 марта 1962) — швейцарская кёрлингистка.
Играла на позиции первого.
В составе женской сборной Швейцарии участвовала в демонстрационном турнире по кёрлингу на зимних Олимпийских играх 1988.

## Достижения
- Чемпионат Европы по кёрлингу: золото (1981), бронза (1982, 1988).
- Чемпионат Швейцарии по кёрлингу среди женщин: золото (1981, 1989)[3].

## Команды
| Сезон   | Четвёртый          | Третий        | Второй             | Первый          | Запасной                                        | Турниры                                |
| ------- | ------------------ | ------------- | ------------------ | --------------- | ----------------------------------------------- | -------------------------------------- |
| 1980—81 | Сюзан Шлапбах      | Ирен Бюрги    | Урсула Шлапбах     | Катрин Петеранс |                                                 | ЧШЖ 1981 · ЧМ 1981 (4 место)           |
| 1981—82 | Сюзан Шлапбах      | Ирен Бюрги    | Урсула Шлапбах     | Катрин Петеранс |                                                 | ЧЕ 1981                                |
| 1982—83 | Сюзан Шлапбах      | Ирен Бюрги    | Урсула Шлапбах     | Катрин Петеранс |                                                 | ЧЕ 1982                                |
| 1987—88 | Кристина Лестандер | Барбара Майер | Кристина Гартенман | Катрин Петеранс |                                                 | ЧЕ 1987 (5 место) ЗОИ 1988 (7 место)   |
| 1988—89 | Кристина Лестандер | Барбара Майер | Ингрид Тулин       | Катрин Петеранс |                                                 | ЧЕ 1988 · ЧШЖ 1989 · ЧМ 1989 (5 место) |
| 1995—96 | Кристина Лестандер | Клаудия Берчи | Андреа Штёкли      | Катрин Петеранс | Ютта Таннер тренеры: Heinz Schmid, Эрика Мюллер | ЧЕ 1995 (7 место)                      |

(скипы выделены полужирным шрифтом)